# Fabiana Tambosi
Fabiana Dalenogare Tambosi (São Borja, 2 de julho de 1982) é uma modelo brasileira.
Fabiana é uma das modelos com o maior número de campanhas para diferentes marcas de cosméticos: L'Oreal, Clarins, Garnier, Clairol, Elizabeth Arden, Sephora, Seda, Almay e muitos outros se renderam à sua beleza e assinaram contratos para tê-la como sua modelo e/ou porta-voz.
Além de seu trabalho com a indústria cosmética, Fabiana pôde ser vista em grandes campanhas de moda como Guess, GAP, Tommy Hilfiger e Victoria's Secret. A modelo também estampou as campanhas das marcas brasileiras Forum, Triton, Água Doce, Valisère, Bob Store e Spezzato.
A top apareceu mais de quarenta vezes na capa da famosa revista internacional Cosmopolitan em suas versões francesa, italiana, inglesa e americana. No Brasil Fabiana esteve nas capas das revistas Elle, Nova Beleza, Marie Claire e Vogue. A principal capa da carreira da modelo foi para a edição Grega da revista Vogue. Além das capas, a modelo também fotografou editoriais para as principais revistas de moda e beleza ao redor do planeta e passou pelas lentes de renomados fotógrafos como Mario Testino, Raphael Mazucco, Ellen von Unwerth, Alexi Lubomirski e Kenneth Willardt.